# Frühneujapanische Sprache
Frühneujapanisch (japanisch 近世日本語 kinsei nihongo) war eine Sprachstufe der japanischen Sprache zwischen Mitteljapanisch und Neu- bzw. Gegenwartsjapanisch. Sie war eine Übergangsperiode, in der die Sprache viele ihrer mittelalterlichen Merkmale ablegte und sich ihrer modernen Form annäherte.
Ihr Zeitraum überspannte ungefähr 250 Jahre vom 17. bis zur Mitte des 19. Jahrhunderts. Aus der politischen Perspektive betrachtet, gleicht dieser Zeitraum im Allgemeinen der Edo-Zeit.

## Hintergrund
Zu Beginn des 17. Jahrhunderts verlagerte sich das politische Zentrum des Landes unter der Herrschaft des Tokugawa-Shogunats von Kamigata (Raum Kyōto) nach Edo. Bis zu diesem Ereignis war der Kamigata-Dialekt, der Vorläufer des heutigen Kansai-Dialekts, der einflussreichste Dialekt, aber seit der späten Edo-Zeit nimmt der Edo-Dialekt, der Vorläufer des heutigen Tokyo-Dialekts, diese Rolle ein. Das Land verschloss seine Grenzen für Ausländer. Im Vergleich zu den vorherigen Jahrhunderten brachte die Herrschaft der Tokugawa einen hohen Grad an Stabilität, wodurch die Kriegerklasse gegenüber den Händlern an Einfluss verlor. Es gab eine Welle des ökonomischen Wachstums und neue künstlerische Errungenschaften, wie das Ukiyo-e, das Kabuki und das Bunraku. Außerdem entwickelten sich neue Genres in der Literatur wie Ukiyozōshi, Sharebon (aus den Vergnügungsbezirken wie Yoshiwara), Kokkeibon (von einfachen Leuten) und Ninjōbon. Wichtige Autoren dieser Zeit waren unter anderen Ihara Saikaku, Chikamatsu Monzaemon, Matsuo Bashō, Shikitei Sanba und Santō Kyōden.

## Phonologie

### Vokale
Im Frühneujapanischen gab es die Vokale /i, e, a, o, u/:
- /i/: [⁠i⁠]
- /e/: [⁠e⁠]
- /a/: [⁠a⁠]
- /o/: [⁠o⁠]
- /u/: [⁠ɯ⁠]

Im Mitteljapanischen wurden /e/ und /o/ am Wortanfang mit vorgestellten Halbvokal [⁠j⁠] beziehungsweise [⁠w⁠] realisiert. In beiden Fällen verschwand der Halbvokal in der Mitte des 18. Jahrhunderts.
Die geschlossenen Vokale /i, u/ wurden stimmlos [i̥, ɯ̥] ausgesprochen, wenn sie zwischen stimmlosen Konsonanten oder am Wortende auftraten, wie sich anhand einer Reihe ausländischer Texte belegen lässt:
- Diego Collados „Ars Grammaticae Iaponicae Lingvae“ (1632) gibt folgende Beispiele für Stimmlosigkeit am Wortende: gozàru > gozàr, fitòtçu > fitòtç, und àxi no fàra > àx no fàra.
- Engelbert Kaempfers „Geschichte und Beschreibung von Japan“ (1777–1779) und C. P. Thunbergs „Resa uti Europa, Africa, Asia“ (1788–1793) listen dagegen einige Beispiele für Stimmlosigkeit in der Wortmitte auf: kurosaki > krosaki, atsuka > atska.

#### Langvokale
Während das Mitteljapanische noch zwei verschiedene Langvokale, [ɔː] und [oː], unterschied, vereinigten sich beide im 17. Jahrhundert zu [oː]. Im Zuge dieser Vereinigung schwankte das Auftreten von ɔː im Kamigata-Dialekt dazu, zeitweilig kurz zu werden.
- nomɔː > nomo „trinken“
- hayɔː > hayo „rasch“

Darüber hinaus konnten im Edo-Dialekt auch andere Vokale durch Verschmelzungen lang werden.
- /ai/ > [eː]: sekai > sekeː „Welt“, saigo > seːgo „schließlich, zuletzt“
- /ae/ > [eː]: kaeru > keːru „Frosch“, namae > nameː „Name“
- /oi/ > [eː]: omoɕiroi > omoɕireː
- /ie/ > [eː]: oɕieru > oɕeːru „lehren“
- /ui/ > [iː]: warui > wariː
- /i wa/ > [jaː]: kiki wa > kikjaː „zuhören“
- /o wa/ > [aː]: nanzo wa > nanzaː

Im Gegensatz dazu blieb das lange /uː/, welches sich im Mitteljapanischen entwickelt hatte, unverändert.

### Konsonanten
Das Frühneujapanische besaß den folgenden Konsonantenvorrat:
|               | bilabial | alveolar | postalveolar | palatal | velar | uvular | glottal |
| ------------- | -------- | -------- | ------------ | ------- | ----- | ------ | ------- |
| Plosive       | p b      | t d      |              |         | k g   |        |         |
| Affrikate     |          | t͡s d͡z    | t͡ʃ d͡ʒ        |         |       |        |         |
| Nasale        | m        | n        |              |         |       | ɴ      |         |
| Frikative     | ɸ        | s z      | ɕ ʑ          | ç       |       |        | h       |
| Flaps         |          |          | ɺ            |         |       |        |         |
| Approximanten |          |          |              | j       | ɰ     |        |         |

/t, s, z, h/ haben jeweils Allophone, die vor den geschlossenen Vokalen [i, ɯ] auftreten:
- t -> t͡ʃ / __i
- t -> t͡s / __ɯ
- z -> d͡ʒ / __i
- z -> d͡z / __ɯ
- h -> ç / __i
- h -> ɸ / __ɯ

Es gab zahlreiche bedeutende Neuerungen:
- /zi, di/ und /zu, du/ fielen zusammen.
- /h/ entwickelte sich teilweise von [ɸ] zu [h, ç]
- /se/ verlor seine Pränasalisierung und wurde zu [se]

Außerdem besaß das Mitteljapanische /t/ im Auslaut. Dies wurde durch die offene Silbe /tu/ ersetzt.

### Labialisierung
Die labialen /kwa, gwa/ vereinigten sich mit ihren nicht-labialen Gegenstücken zu [ka, ga].

### Palatalisierung
Die Konsonanten /s, z/, /t/, /n/, /h, b/, /p/, /m/ und /r/ konnten palatalisiert werden.
Darüber hinaus lässt sich im Edo-Dialekt eine Depalatalisierung feststellen:
- hyakunin issyu > hyakunisi
- /teisyu/ > /teisi/ „Herr“
- /zyumyoː/ > /zimyoː/ „Leben“

### Pränasalisierung
Im Mitteljapanischen gab es eine Serie von pränasalierten stimmhaften Plosiven und Frikativen: [ng, nz, nd, mb]. Diese verloren ihre Pränasalierung im Frühneujapanischen und wurden zu [g, z, d, b].

## Grammatik

### Verben
Im Frühneujapanischen gab es fünf Konjugationsstufen:
| Verbklasse                 | Mizenkei 未然形 Irrealisform | Ren’yōkei 連用形 Konjunktionalform | Shūshikei 終止形 Schlussform | Rentaikei 連体形 Attributivform | Kateikei 仮定形 hypothetische Form | Meireikei 命令形 Imperativform |
| -------------------------- | ---------------------------- | ---------------------------------- | ---------------------------- | ------------------------------- | ---------------------------------- | ------------------------------ |
| vierstufige (四段)         | -a                           | -i                                 | -u                           | -u                              | -e                                 | -e                             |
| obere einstufige (上一段)  | -i                           | -i                                 | -iru                         | -iru                            | -ire                               | -i(yo, ro)                     |
| untere einstufige (下一段) | -e                           | -e                                 | -eru                         | -eru                            | -ere                               | -e(yo, ro)                     |
| K-unregelmäßige (カ変)     | -o                           | -i                                 | -uru                         | -uru                            | -ure                               | -oi                            |
| S-unregelmäßige (サ変)     | -e, -a, -i                   | -i                                 | -uru                         | -uru                            | -ure                               | -ei, -iro                      |

Die im Mitteljapanischen begonnene Entwicklung des Verbalsystems setzte sich auch in dieser Sprachstufe fort. Die im klassischen Japanisch vorhandene Schlussform wurde durch die Attributivform ersetzt und die Zahl der Konjugationsklassen verringerte sich von neun auf fünf. Insbesondere entwickelten sich die R-Unregelmäßigen, die N-Unregelmäßigen sowie die unteren Zweistufigen zu regulären Vierstufigen und die Oberen zweistufigen Verben verschmolzen mit den zugehörigen Einstufigen. Somit verbleiben die vierstufigen, die oberen und unteren zweistufigen, sowie die k- und s-unregelmäßigen Verben.

### Adjektive
Es gab 2 Arten von Adjektiven: reguläre Adjektive und adjektivische Nomen.
Historisch gesehen unterteilen sich die regulären Adjektive in zwei Untergruppen, diejenigen welche in der Adverbialform auf -ku enden und die die in dieser Form auf -siku endeten. Allerdings wurde der Unterschied im Frühneujapanischen bedeutungslos.
| Mizenkei | Renyōkei | Shūshikei | Rentaikei | Kateikei | Meireikei |
| -------- | -------- | --------- | --------- | -------- | --------- |
| -kara    | -ku      | -i        | -i        | -kere    | -kare     |

Auch die adjektivische Nomen wurden in zwei Untergruppen aufgeteilt, die auf -nar und die auf -tar Endenden. Im Frühneujapanischen verschwand -tar, wodurch lediglich -na zurückblieb.
| Mizenkei | Renyōkei | Shūshikei | Rentaikei | Kateikei    | Meireikei |
| -------- | -------- | --------- | --------- | ----------- | --------- |
| -dara    | -ni -de  | -na -da   | -na       | -nare -nara |           |